# شیمبا تسوچیا
شیمبا تسوچیا (انگلیسی: Shimba Tsuchiya؛ زادهٔ ۴ آوریل ۱۹۹۶) بازیگر، و صدا پیشه اهل ژاپن است. وی از سال ۲۰۰۵ میلادی تاکنون مشغول فعالیت بوده‌است.